# Hospital Regional Docente de Trujillo
El Hospital Regional Docente de Trujillo es un centro hospitalario público peruano ubicado en el distrito de Trujillo y administrado por el Ministerio de Salud y el Gobierno Regional de La Libertad.

## Historia
El Hospital Regional Docente de Trujillo fue inaugurado el 29 de mayo de 1963 y empezó la atención pública el 18 de diciembre del mismo año.
En los años 1970, el hospital se convirtió en el Centro de Base del Trabajo Sanitario de la región norte, ya que en esa época servía de establecimiento de la Beneficencia (complementario al Belén) y el de Seguridad Social (Obrero - actual Hosp. Lazarte) solo atendía a la población asegurada.